# António Mariano da Silva Sarmento
António Mariano da Silva Sarmento (Ilha Terceira, Açores, Portugal —) foi um político português exerceu o cargo de Governador Civil substituto do Distrito de Angra do Heroísmo desde 24 de Setembro de 1892 a 27 de setembro de 1893; e desde 13 de Agosto de 1896 a 27 de janeiro de 1897.